# Surakarta (Indonesia)

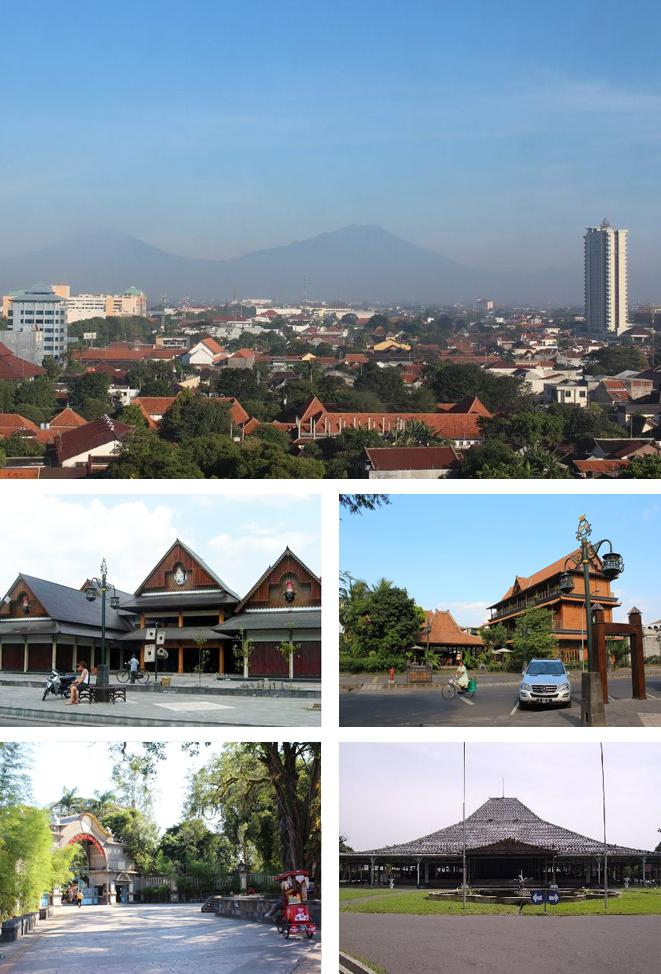
Clockwise: Skyline of Solo, Ngarsopuro, Pura Mangkunagaran, Sepur Kluthuk Jaladara, Windujenar Market

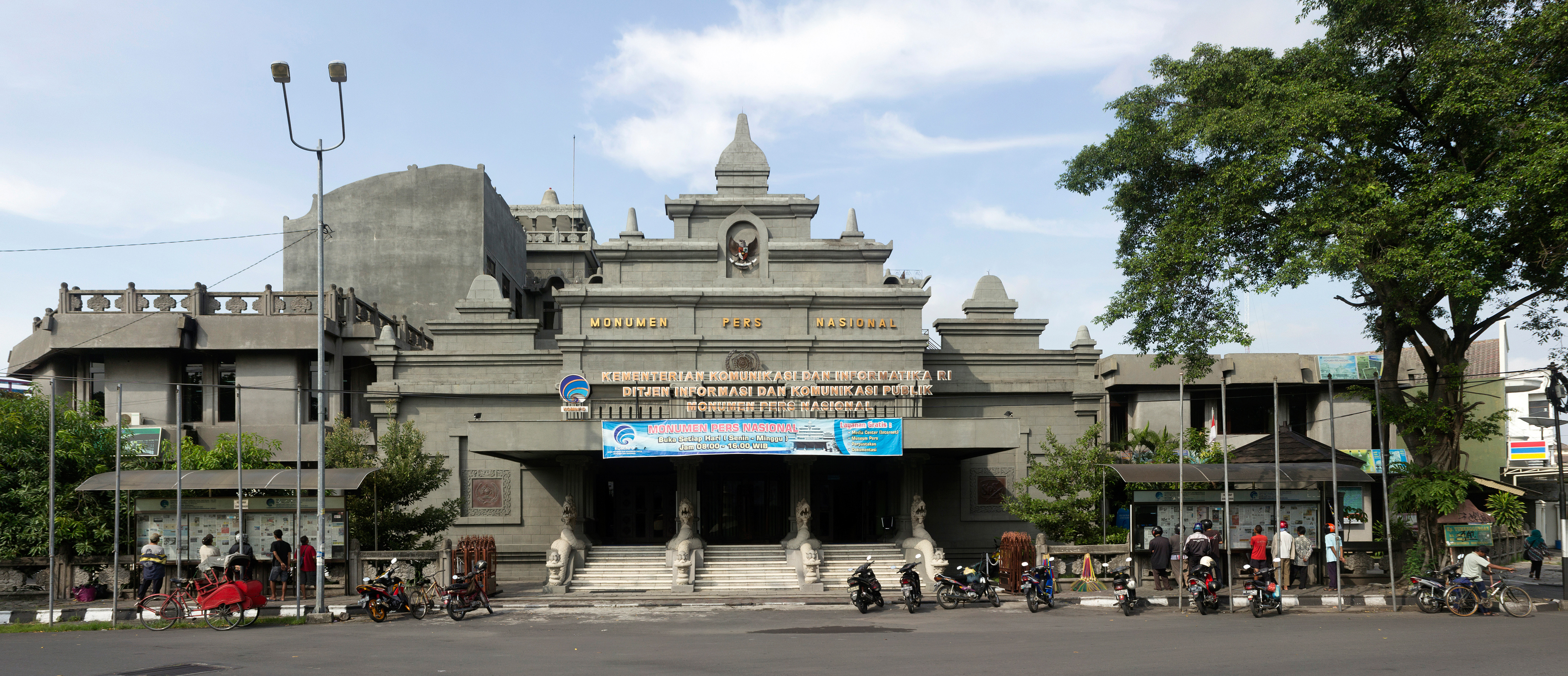
El Monumento Nacional de la Prensa

Surakarta, llamada también Solo o Sala, es una ciudad de Java Central, Indonesia, de más de 520.061 personas (2009) con una densidad de población de 11,81 habitantes/km². La ciudad linda con Karanganyar y Boyolali hacia el norte, Karanganyar y Sukoharjo al este y al oeste, y Sukoharjo en el sur. En el parte oriental de Solo se encuentra Bengawan Solo. La ciudad es la sede de la kraton Surakarta Sunanate. Junto con Yogyakarta, Surakarta es la heredero de la Sultanato de Mataram que se dividió en dos reinos en 1755.